# REALISTIC
『REALISTIC』（リアリスティック）は、1986年3月1日にリリースされた、稲垣潤一の6枚目のオリジナル・アルバム。

## 解説
シングルは「1ダースの言い訳」「April」「バチェラー・ガール」を収録。

## ボーナス・トラック
2002年再発盤には、ボーナス・トラックとして「ロング・バージョン (Live version)」を収録。

## チャート成績
本作でシングル・アルバムを通じて、稲垣は初のオリコンチャート1位を獲得。

## 収録曲
1. UP TO YOU
作詞：秋元康　作曲：稲垣潤一　編曲：TOPICS
2. 1ダースの言い訳
作詞：秋元康　作曲：林哲司　編曲：萩田光雄
3. A Glass Of The Sorrow
作詞：売野雅勇　作曲・編曲：林哲司
4. April
作詞：秋元康　作曲：木戸やすひろ　編曲：大村雅朗
5. ビコーズ・オブ・ユー
作詞：安井かずみ　作曲：加藤和彦　編曲：TOPICS
6. 愛のスーパー・マジック
作詞：安井かずみ　作曲：加藤和彦　編曲：TOPICS
7. 彷徨える街
作詞：松本一起　作曲：松田良　編曲：TOPICS
8. バチェラー・ガール
作詞：松本隆　作曲：大瀧詠一　編曲：井上鑑
9. 風になりたい夜
作詞：さがらよしあき　作曲：伊豆田洋之　編曲：TOPICS
10. ロング・バージョン （Live version）
作詞：湯川れい子、作曲：安部恭弘
※2002年の再発盤のみに収録